# Ulrich Fischer (Theologe)

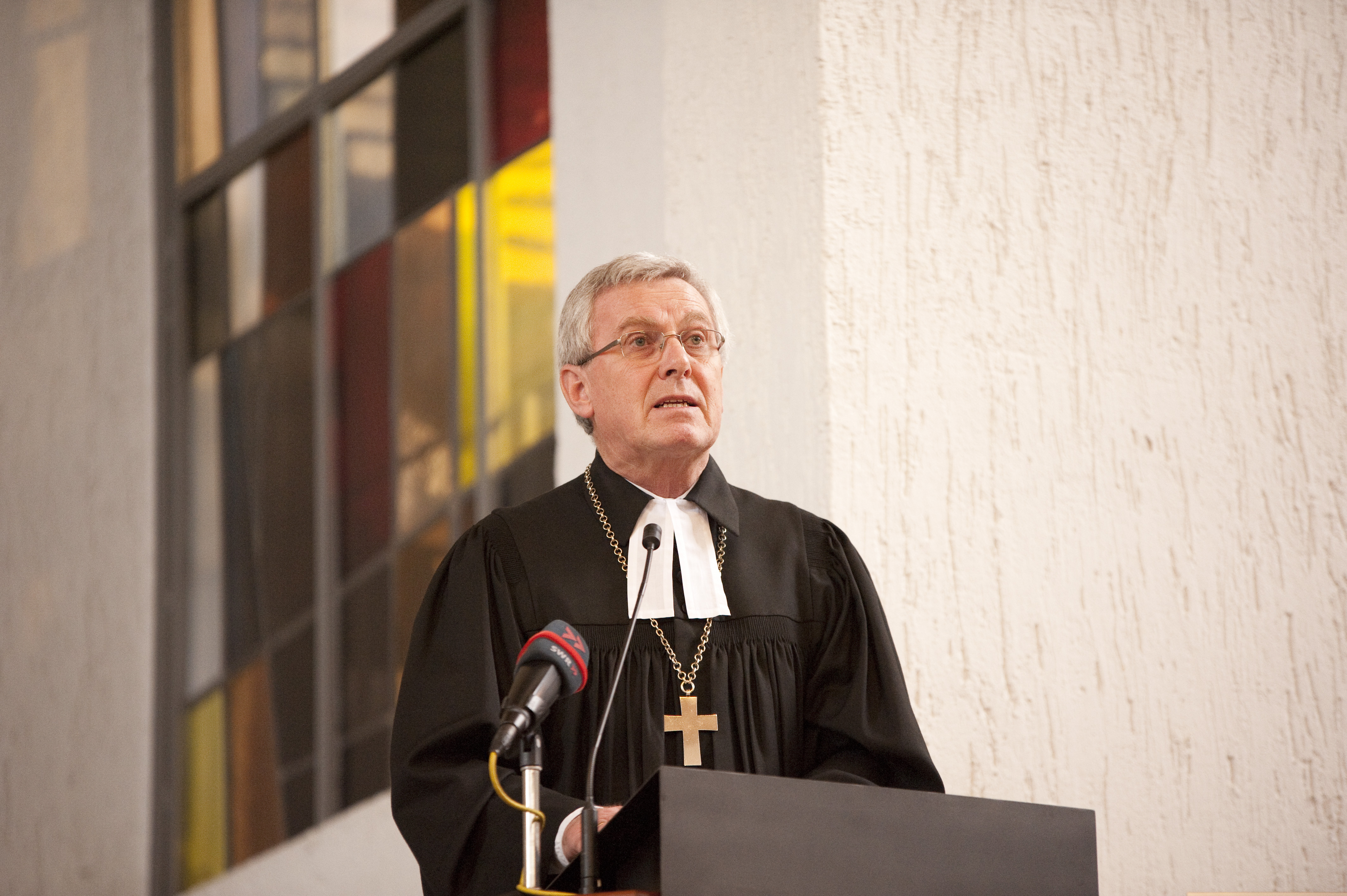
Ulrich Fischer (2013)

Ulrich Fischer (* 11. Februar 1949 in Lüneburg; † 21. Oktober 2020 in Karlsruhe) war ein evangelischer Theologe und Landesbischof der Evangelischen Landeskirche in Baden.

## Leben und Beruf
Fischer wuchs in Stelle auf, wo er die Volksschule besuchte. Er engagierte sich früh im Kirchenchor und Posaunenchor und war bei den christlichen Pfadfindern aktiv. Später besuchte er das Johanneum in Lüneburg und das Gymnasium in Winsen (Luhe), wo er das Abitur ablegte. Nach dem Grundwehrdienst studierte er Evangelische Theologie an den Universitäten Göttingen und Heidelberg. 1976 promovierte er mit der Arbeit Studien zur Eschatologie des hellenistischen Diasporajudentums, die später unter dem Titel Eschatologie und Jenseitserwartung im hellenistischen Diasporajudentum erschien (BZNW 44, Berlin/New York 1978). Ab 1977 war er Pfarrer in Sandhausen und Heidelberg-Kirchheim, bevor er 1989 die Stelle des Landesjugendpfarrers in Baden übernahm. Von 1993 an bekleidete er für drei Jahre das Amt des Vorsitzenden der Arbeitsgemeinschaft der Evangelischen Jugend in der Bundesrepublik Deutschland (aej). 1996 wurde Fischer zum Dekan des Kirchenbezirkes Mannheim gewählt.
Am 25. Juli 1997 wählte die Synode der Evangelischen Landeskirche in Baden Fischer im fünften Wahlgang zum Landesbischof und Nachfolger von Klaus Engelhardt, der im Frühjahr 1998 altershalber aus dem Amt schied. Die Amtseinführung Fischers war am 31. März 1998. Als Bischof verzichtete er auf zwei Gehaltsstufen. Ab September 2000 war Fischer auch Vorsitzender der Arnoldshainer Konferenz, die 2003 in der Union Evangelischer Kirchen (UEK) aufging, zu deren 1. Vorsitzenden Fischer am 18. Oktober 2003 in Erfurt gewählt und am 1. Mai 2009 in Würzburg für weitere sechs Jahre bestätigt wurde.
Im Oktober 2009 wurde Fischer in den Rat der EKD gewählt.
Fischer veröffentlichte einige theologische Schriften, unter anderem Konfirmanden gestalten Gottesdienst (1990), Der Gottesdienst soll fröhlich sein (1992) und Ver-rückte Zeiten (1995). Er war engagierter Befürworter des Abendmahls für Kinder.
Er war außerdem Kuratoriumsmitglied des evangelikalen Vereins ProChrist. Ab 1996 war Fischer Mitglied des BUND und ab März 2011 Mitglied der Ethikkommission für sichere Energieversorgung. Fischer gehörte dem Kuratorium der Evangelischen Arbeitsstelle für missionarische Kirchenentwicklung und diakonische Profilbildung (midi) an.
Zum 1. Juni 2014 schied Fischer aus dem Bischofsamt aus und trat in den Ruhestand. Sein Nachfolger als Bischof der Badischen Landeskirche wurde Jochen Cornelius-Bundschuh. Im Mai 2015 wählte ihn die Delegiertenversammlung in Schwerte als Nachfolger von Axel Noack zum neuen Vorsitzenden der Arbeitsgemeinschaft Missionarische Dienste (AMD) der Diakonie Deutschland.

## Privates
Fischer war ab 1973 verheiratet, hatte drei erwachsene Töchter und wohnte in Neulußheim.

## Ehrung
- Verdienstorden des Landes Baden-Württemberg (2014)